# Ammophila poecilocnemis
Ammophila poecilocnemis là một loài côn trùng cánh màng trong họ Sphecidae, thuộc chi Ammophila. Loài này được Morice miêu tả khoa học đầu tiên năm 1900.